# 10447 Bloembergen
10447 Bloembergen (3357 T-3) là một tiểu hành tinh vành đai chính.